# Christian Steger (Skeletonpilot)
Christian Steger (* 15. August 1967 in Bruneck) ist ein früherer italienischer Skeletonpilot.
Christian Steger von Polisportiva Vipiteno war seit Mitte der 1990er Jahre aktiver Skeletonsportler. Sein erstes internationales Rennen bestritt er 1996 im Rahmen der Skeleton-Weltmeisterschaft in Calgary, wo er 26. wurde. Es folgte das Debüt im Skeleton-Weltcup, wo der Italiener in seinem ersten Rennen in Lake Placid 15. wurde. Die WM 1997 in Lake Placid brachte einen 23. Platz. Auch 1998 schaffte er in St. Moritz als 19. nur eine geringfügige Verbesserung. Auch 1999 in Altenberg als 22. und 2000 in Igls als 21. konnte er sich in diesem Bereich platzieren. Bei seinen letzten Welttitelkämpfen erreichte Steger 2001 als 12.-Platzierter in Calgary sein bestes Ergebnis in diesem Wettkampf. Im Weltcup war ein zehnter Platz, erreicht 2001 in Park City, bestes Ergebnis. Es blieb bei der einmaligen Platzierung unter den Top Ten. Meist hatte er sich im Bereich zwischen 15 und 25 rangiert, bessere Ergebnisse waren selten, schlechtere Resultate nicht viel häufiger. Das letzte seiner 23 Weltcup-Rennen bestritt Steger im Dezember 2001. Höhepunkt und internationaler Abschluss in der Karriere des Italieners war die Teilnahme an den Olympischen Winterspielen 2002, wo Skeleton erstmals seit 48 Jahren wieder olympisch war. Steger fuhr auf den 19. Platz.
National gehörte Steger zu den erfolgreichsten Athleten in der zweiten Hälfte der 1990er und der ersten Hälfte der 2000er Jahre. 1998 wurde er Meister, 1996 und 1999 Vizemeister, 1997, 2000, 2001 und 2003 Dritter der nationalen Meisterschaften. Nach den italienischen Meisterschaften von 2003 beendete Steger seine aktive Karriere.